# 練習曲作品10第3號 (蕭邦)

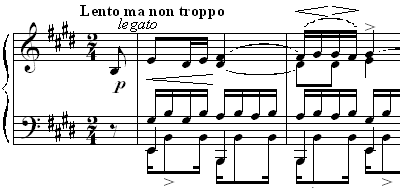
练习曲作品10第3号的起首片段

E大調練習曲，作品10第3號是蕭邦为鋼琴獨奏所作的练习曲，创作于1832年。这一年肖邦22岁，已经移居法国巴黎。这首曲子作为其练习曲（作品10）的第三首，于1833年首次在法国、德国和英国出版。它在日本與中文使用地區常俗稱為「離別曲」，在法国因旋律被引用为Tino Rossi主唱的流行歌曲，以「Tristesse」为标题，為法文「悲傷」之意。

## 改编作品
- 利奥波德·戈多夫斯基的鋼琴改編作品只以左手彈奏，為降D大調。